# Azusa (Califòrnia)
Azusa és una ciutat dels Estats Units a l'estat de Califòrnia. Segons el cens del tenia 44.712 habitants.

## Demografia
Segons el cens del 2000, Azusa tenia 44.712 habitants, 12.549 habitatges, i 9.298 famílies. La densitat de població era de 1.939,7 habitants/km².
Dels 12.549 habitatges en un 43,5% hi vivien nens de menys de 18 anys, en un 49,7% hi vivien parelles casades, en un 17,1% dones solteres, i en un 25,9% no eren unitats familiars. En el 18,7% dels habitatges hi vivien persones soles el 6,2% de les quals corresponia a persones de 65 anys o més que vivien soles. El nombre mitjà de persones vivint en cada habitatge era de 3,41 i el nombre mitjà de persones que vivien en cada família era de 3,9.
Per edats la població es repartia de la següent manera: un 30,8% tenia menys de 18 anys, un 15,5% entre 18 i 24, un 31,5% entre 25 i 44, un 15,3% de 45 a 60 i un 6,9% 65 anys o més.
L'edat mediana era de 27 anys. Per cada 100 dones de 18 o més anys hi havia 93,6 homes.
La renda mediana per habitatge era de 39.191 $ i la renda mediana per família de 40.918 $. Els homes tenien una renda mediana de 30.845 $ mentre que les dones 26.565 $. La renda per capita de la població era de 13.412 $. Entorn del 15,1% de les famílies i el 18,8% de la població estaven per davall del llindar de pobresa.

## Poblacions més properes
El següent diagrama mostra les poblacions més properes.